# Partido Reformista de Neves
O Partido Reformista de Neves (em Língua inglesa:Nevis Reformation Party ou NRP) é um partido político de São Cristóvão e Neves. Foi formado no ano de 1970, seu atual líder é Joseph Parry.